# Kosmiczni ścigacze
Kosmiczni ścigacze (Alien Racers) – telewizyjny serial animowany, wyemitowany po raz pierwszy w 2005 w amerykańskiej telewizji Fox.

## Fabuła
Największą siłę w kosmosie stanowi Xenoenergia. Jej „opiekunowie” nie chcą dopuścić do wojny o nią. Wymyślili więc wyścigi, w których biorą udział przedstawiciele różnych ras: Ultrox (wymawiane Altrox), Gnarl (jest ostatnim przedstawicielem Szponiaków, Szponiaki to przodkowie dzisiejszych Kragnan), Skrash i „ulubieniec publiczności” G’rog. Wyścigom sędziuje arbiter Kytani (czytaj Kitani), stworzona w tym celu z Xenoenergii. Skrash jest szkieletem, który chce zachować Xenoenergię tylko dla siebie. Ultrox prowadzi nad Xenoenergią badania i po to ją zdobywa. G’rogowi chodzi tylko o sławę, a Gnarlowi, żeby rozpętać wojnę wszechświatów. Są tam również inni zawodnicy, np.: Talanna i Oqular, którzy pracują dla Sidroka, międzygalaktycznego milionera, fana sportu, który dla pieniędzy zrobi wszystko.

## Wersja polska
Opracowanie i udźwiękowienie wersji polskiej: na zlecenie ZigZapa – Studio Eurocom

Reżyseria i dialogi: Wojciech Szymański

Dźwięk i montaż: Jacek Kacperek

Kierownictwo produkcji: Marzena Wiśniewska

Udział wzięli:
- Jacek Mikołajczak – Ultrox
- Krzysztof Zakrzewski
- Grzegorz Drojewski – Jek
- Zbigniew Konopka – Mistrz Kaidon
- Zbigniew Suszyński – Skrash
- Anna Apostolakis – Arbiter Kytani
- Paweł Szczesny
- Tomasz Kozłowicz – G’rog
- Wojciech Szymański
- Robert Tondera
- Janusz Wituch

## Spis odcinków
| Nr             | Polski tytuł                     | Angielski tytuł                      |
| -------------- | -------------------------------- | ------------------------------------ |
|                |                                  |                                      |
| SERIA PIERWSZA |                                  |                                      |
|                |                                  |                                      |
| 01             | Przypływ mocy: Pierwszy bieg     | Power Shift, First Gear              |
|                |                                  |                                      |
| 02             | Przypływ mocy: Drugi bieg        | Power Shift, Second Gear             |
|                |                                  |                                      |
| 03             | Przypływ mocy: Nadbieg           | Power Shift, Third Gear              |
|                |                                  |                                      |
| 04             | Osobliwy jaszczur                | The Lizzards Of Odds                 |
|                |                                  |                                      |
| 05             | Awaria                           | Malfunction                          |
|                |                                  |                                      |
| 06             | Zmiana prędkości                 | SpeedShifter                         |
|                |                                  |                                      |
| 07             | W drogę, Jek                     | Jek Hit The Road                     |
|                |                                  |                                      |
| 08             | Szaleństwo Skrasha               | Chez Skrash                          |
|                |                                  |                                      |
| 09             | Arbiter Kytani opuszcza plac gry | GameKeeper Kytani Has Left The Field |
|                |                                  |                                      |
| 10             | Serce Xenoca                     | Heart Of Xenoc                       |
|                |                                  |                                      |
| 11             | Nie ma sprawiedliwości           | Ain’t No justice                     |
|                |                                  |                                      |
| 12             | Pasażerowie                      | Backseat Drivers                     |
|                |                                  |                                      |
| 13             | Lodowa Pułapka                   | Tained Gold                          |
|                |                                  |                                      |
| 14             | Kto postawi na kragnanina        | NoBody Bets On A kragnan             |
|                |                                  |                                      |
| 15             | Żołnierzyki                      | Action Figures                       |
|                |                                  |                                      |
| 16             | Grzybobranie                     | FunGus HumorGous                     |
|                |                                  |                                      |
| 17             | Ku Przyszłości                   | Future Imperfect                     |
|                |                                  |                                      |
| 18             | Wielki wyścig                    | Power Play                           |
|                |                                  |                                      |
| 19             | Skrash kontratakuje              | Skrash And Burn                      |
|                |                                  |                                      |
| 20             | Odzyskać kontrolę                | These Arms Are Mine                  |
|                |                                  |                                      |
| 21             | Kosmiczne szaleństwo             | At Any Price                         |
|                |                                  |                                      |
| 22             | Porwanie                         | The Slippery Slope                   |
|                |                                  |                                      |
| 23             | Teoria chaosu                    | Chaos Theory                         |
|                |                                  |                                      |
| 24             | Wzlot i upadek Aghila            | Rise of the Undermaster              |
| 25             | Wzlot i upadek Aghila            | Rise of the Undermaster              |
| 26             | Wzlot i upadek Aghila            | Rise of the Undermaster              |
|                |                                  |                                      |

## Informacje dodatkowe
- Po raz pierwszy pojawił się w styczniu 2006 roku i był nadawany w soboty i niedziele. Tak w poszczególne weekendy wyemitowano 16 odcinków 2 razy. Potem serial był emitowany codziennie i było emitowanych wszystkich 26 odcinków.
- Po raz ostatni serial wyemitowano 8 marca 2007 roku.